# Johannes Schuchard

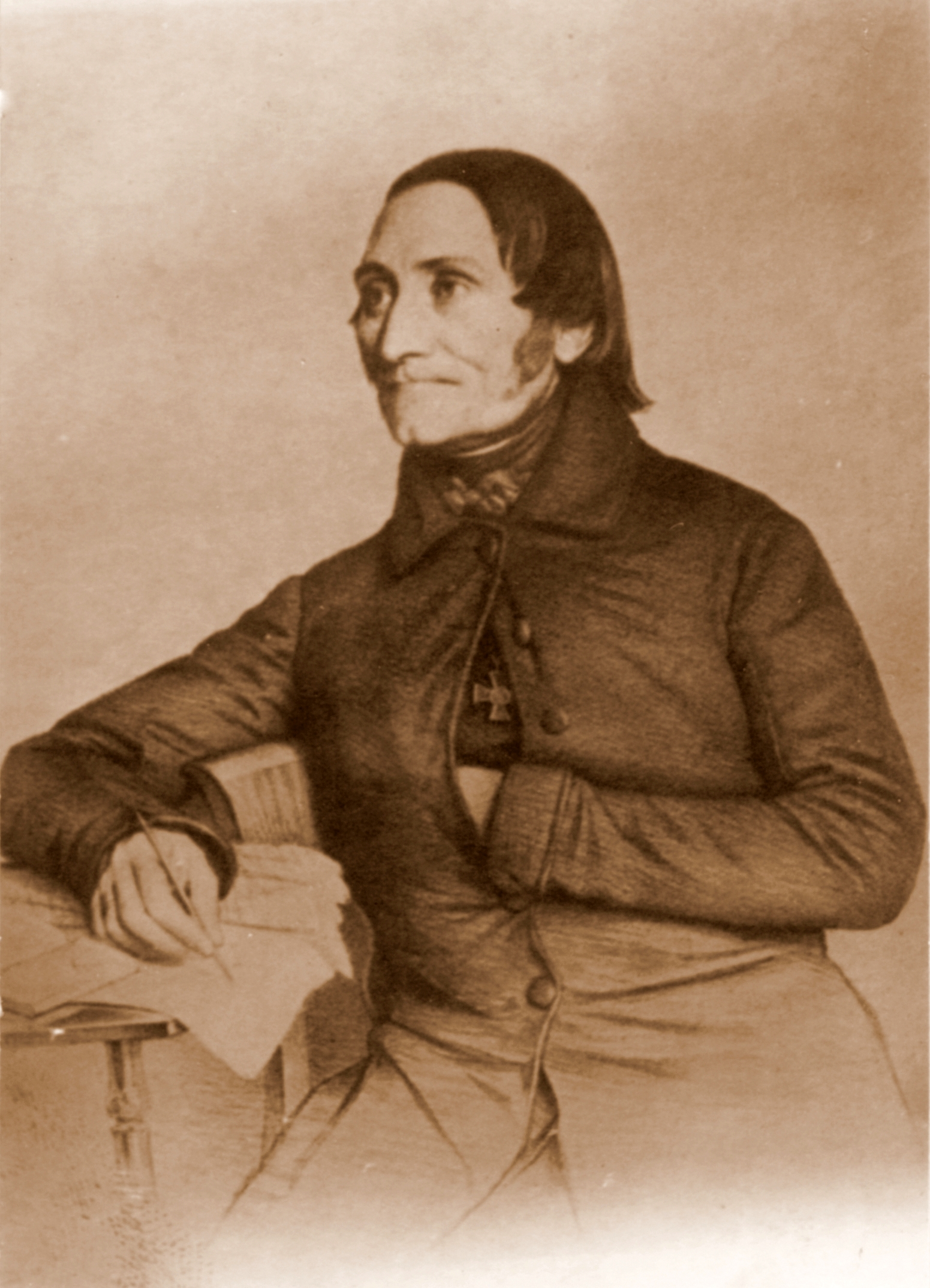
Johannes Schuchard um 1830. Zeitgenössische Darstellung

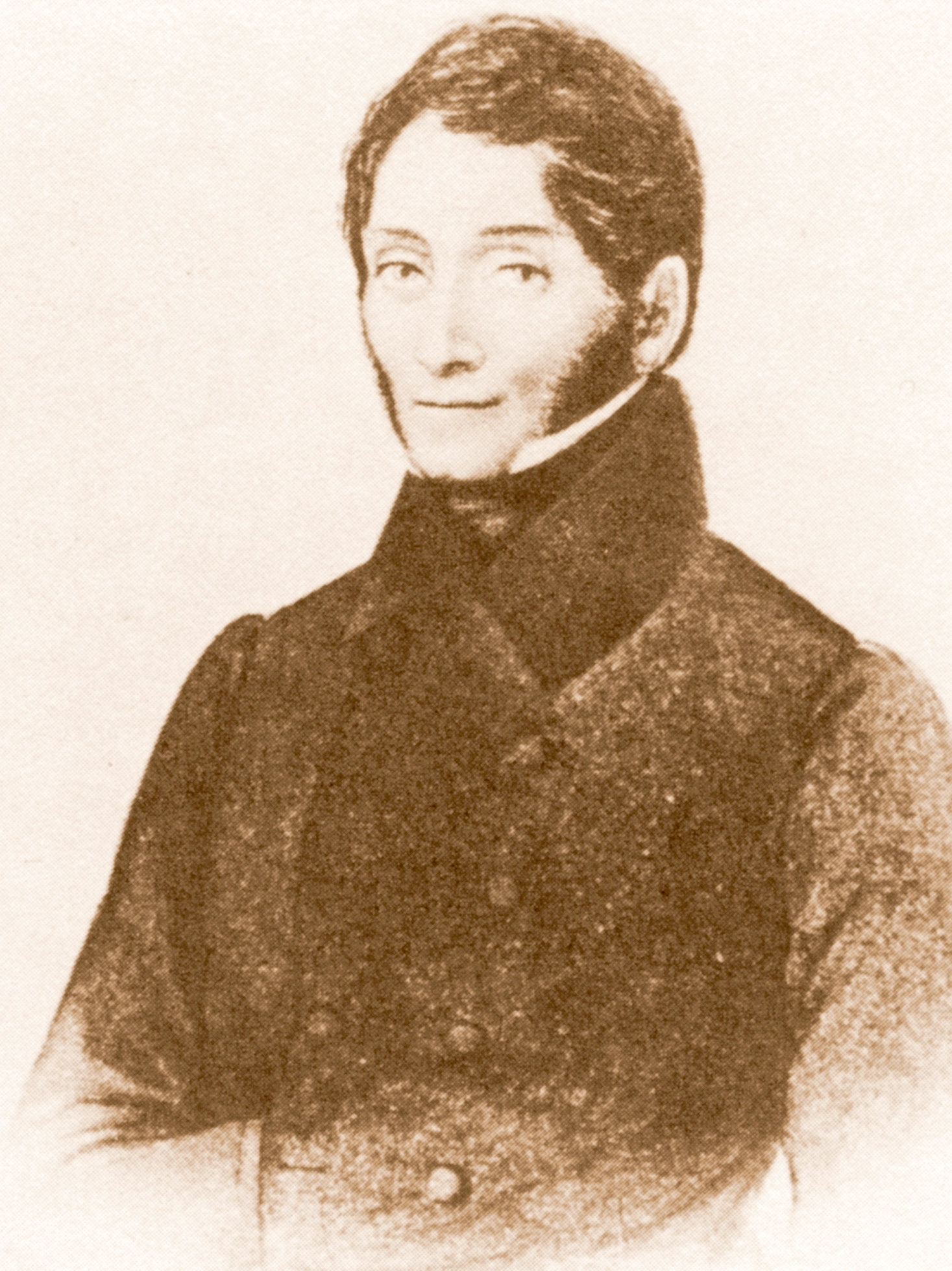
Johannes Schuchard, Jugendbild 1809

Johannes  Schuchard (* 3. März 1782 in Barmen (heute Stadtteil von Wuppertal); † 13. Januar 1855 ebenda) war ein preußischer Provinziallandtagsabgeordneter, Fabrikant und Kaufmann. Bekannt geworden ist er für seinen Einsatz für eine gesetzliche Einschränkung der Kinderarbeit.

## Leben
Johannes Schuchard war der Sohn des Barmer Siamosen-Fabrikanten und Kirchmeisters Johann Heinrich Schuchard (* [18. September 1752] in Kronenberg (?); † 30. Dezember 1797 in Barmen) und dessen Ehefrau Anna Gerdraut, geb. Klophaus (* in Ronsdorf; getauft 30. August 1761 in Kronenburg;  10. Dezember 1817 in Barmen). Er betrieb eine Fabrikation von seidenen und halbseidenen Westenstoffen und Schlipsen und führte daneben einen Handel in Twist und Krapp und wurde 1809 zum Munizipalrat ernannt. Von 1823 bis 1843 war er der Vertreter des dritten Standes der Stadt Barmen am Rheinischen Provinziallandtag. Er gehört zu den Gründern der Handelskammer von Elberfeld und Barmen, der er von 1830 bis 1846 angehörte.
In der Franzosenzeit war er zwischen November 1809 und 1814 Munizipalrat und von 1830 bis 1831 Stadtrat von Barmen. Von 1826 bis 1843 war er Abgeordneter im Provinziallandtag der Rheinprovinz für den Stand der Städte und die Stadt Barmen. 1845 war er an der Teilnahme am Provinziallandtag verhindert und August 1848 legte er das Mandat krankheitshalber nieder. Er vertrat liberal-konservative Positionen. Auf seine Initiative hin erließ der Provinziallandtag eine Petition, aufgrund derer der preußische Staat 1839 ein „Regulativ über die Beschäftigung Jugendlicher Arbeiter in den Fabriken“ (Preußisches Regulativ) verfügte, das die Arbeit für Kinder unter neun Jahren verbot und für neun- bis sechzehnjährige die Arbeitszeit auf zehn Stunden begrenzte. Dieses Gesetz gilt als das erste Arbeitsschutzgesetz für Kinder und damit gleichzeitig als der „Anfang staatlicher Arbeitsschutzpolitik“ (Thomas Nipperdey) in Deutschland.
Bereits 1837 hatte Schuchard in einem Zeitungsbericht über den Selbstmordversuch eines zwölfjährigen Arbeitermädchens berichtet und damit öffentliches Aufsehen erregt. 1847 wurde er mit der Roter Adlerorden 4. Klasse ausgezeichnet.
Am 19. März 1811 vermählte er sich mit der Tochter eines wohlhabenden Velberter Kaufmanns, der Amalia Friederica Koelver (1793–1865). Aus dieser Ehe gingen 11 Kinder hervor, darunter der Kaufmann Hugo Schuchard (1825–1886), der die Burg Calenberg bei Warburg kaufte, umbauen und totalsanieren ließ. Johannes’ Enkelin Adeline Schuchard heiratete den Maler Adolf Erbslöh, seine Enkelin Johanna Schuchard den Eisenacher Kommerzienrat Albert Erbslöh. Ein weiterer Enkel ist der Eisenacher Maler Felix Schuchard.